# Isla Ongul Oriental
Isla Ongul Oriental es una isla frente a la costa de la Antártida, a dos 2 kilómetros de distancia del continente, situada justo al este de la parte del norte de la isla Ongul, en el lado este de la entrada a la bahía de Lützow-Holm. La isla fue en un principio cartografiada por cartógrafos noruegos como parte de la isla Ongul, quienes trabajaron con fotografías aéreas tomadas por la expedición de Lars Christensen entre 1936 y 1937. La separa de la isla Ongul un estrecho que fue descubierto en 1957 por la expedición antártica japonesa de 1957. Los japoneses bautizaron con este nombre a la isla por su posición en relación con la isla Ongul.